# Miroslav Táborský
Miroslav Táborský (* 9. listopadu 1959 Praha) je český herec, dabér a komik.

## Život
Jeho profesionální herecké začátky byly poměrně těžké, celkem třikrát se pokoušel o přijetí na DAMU, ale přijat byl až napočtvrté. Zatím v roce 1985 dokončil studium na pedagogické fakultě (obor fyzika a základy techniky). V roce 1987 absolvoval na DAMU a nastoupil do prvního angažmá v kladenském divadle. Později působil v Divadle E. F. Buriana, Studiu GAG, Divadle pod Palmovkou a v Divadle Labyrint. V roce 1996 začalo jeho angažmá v Divadle v Dlouhé. Od roku 2011 vystupuje též v Divadle Járy Cimrmana (v pohádce Dlouhý, Široký a Krátkozraký (Bystrozraký), ve hrách Záskok (Doktor Vypich), České nebe (Jan Hus) a Švestka (Vechtr Hájek). Daboval také Lorda Voldemorta ve filmech Harry Potter.

## Divadelní role, výběr
- 1997 – Josef Topol: Konec masopustu, Jindřich, Divadlo v Dlouhé, režie Hana Burešová
- 2000 – Terry Pratchett: Soudné sestry, Šašek, Divadlo v Dlouhé, režie Hana Burešová
- 2001 – Hana Burešová, Štěpán Otčenášek, Jan Vedral: Obrazy z Francouzské revoluce, Divadlo v Dlouhé, režie Hana Burešová
- 2002 – Fjodor Michajlovič Dostojevskij: Běsi, Grigorjev, Divadlo v Dlouhé, režie Hana Burešová
- 2002 – Ronald Harwood: Garderobiér, Norman, Divadlo v Dlouhé, režie Martin Huba
- 2004 – George Tabori: Goldbergovské variace, Goldberg, Divadlo v Dlouhé, režie Hana Burešová
- 2004 – John Millington Synge: Hrdina západu, Christy Mahon, Divadlo v Dlouhé, režie Janusz Klimsza
- 2006 – Terry Pratchett: Maškaráda čili fantom opery, Štandlík, Divadlo v Dlouhé, režie Hana Burešová
- 2006 – Michail Bulgakov: Moliere, Jean Baptiste Poquelin de Moliere, Divadlo v Dlouhé, režie Sergej Fedotov
- 2007 – Lucius Annaeus Seneca: Faidra, Theseus, Divadlo v Dlouhé, režie Hana Burešová
- 2007 – Alena Morávková: Posedl mě ďábel, On, Divadlo v Dlouhé, režie Miroslav Táborský
- 2008 – Kchung Šan - žen: Vějíř s broskvovými květy, hodnostář Jang, Divadlo v Dlouhé, režie Jan Antonín Pitínský
- 2008 – Daniel George: Souborné dílo WS, Pan Miroslav, Divadlo v Dlouhé, režie Jan Borna
- 2008 – Irena Dousková: Oněgin byl Rusák, Karel Freistein, Divadlo v Dlouhé, režie Jan Borna
- 2009 – Pedro Calderón de la Barca: Lékař své cti, Don Guttiere, Divadlo v Dlouhé, režie Hana Burešová
- 2011 – Ladislav Stroupežnický: Naši furianti, Filip Dubský, Divadlo v Dlouhé, režie Jan Borna
- 2011 – Paul Claudel: Polední úděl, De Ciz, Divadlo v Dlouhé, režie Hana Burešová
- 2012 – Nikolaj Vasiljevič Gogol: Hráči, Švochněv, Divadlo v Dlouhé, režie Jan Borna
- 2012 – Alexandre Dumas: Tři mušketýři, Planchet, Divadlo v Dlouhé, režie Hana Burešová
- 2013 – Michel de Ghelderode: Slečna Jairová, Jairos, Divadlo v Dlouhé, režie Hana Burešová
- 2011 – Jára Cimrman: Dlouhý, široký a Krátkozraký, Divadlo Járy Cimrmana, režie Ladislav Smoljak
- 2017 – Jára Cimrman: Záskok, Divadlo Járy Cimrmana, režie Ladislav Smoljak
- 2018 – Jára Cimrman: České nebe, Divadlo Járy Cimrman, režie Ladislav Smoljak
- 2022 – Jára Cimrman: Švestka, Divadlo Járy Cimrmana, režie Ladislav Smoljak

## Filmové a seriálové role (výběr)
- 1991 – Tankový prapor (desátník Plíhal)
- 1992 – Černí baroni (Voháňka)
- 1993 – Arabela se vrací aneb Rumburak králem Říše pohádek - (Kaprál)
- 1993 – Konec básníků v Čechách, Svatba upírů
- 1996 – Kolja (kpt. Novotný), Lotrando a Zubejda (Hálí)
- 1997 – Jezerní královna, Sněhurka
- 1998 – Dívka tvých snů (Španělsko – český tlumočník Václav Passer)
- 2000 – Duna (hrabě Hasimir Fenring), Tmavomodrý svět (Vilda Hout), Případy detektivní kanceláře Ostrozrak (Tom Lomal)
- 2002 – Děti Duny
- 2003 – Jak básníci neztrácejí naději, Mazaný Filip, Četnické humoresky
- 2004 – Eurotrip, Místo nahoře (Lukeš)
- 2005 – Hostel, Kletba bratří Grimmů
- 2007 – Crash Road, Maharal – Tajemství talismanu, Vratné lahve (vedoucí prodejny Šubrt)
- 2008 – Bobule, Nejkrásnější hádanka
- 2009 – Peklo s princeznou (generál), Normal (Klein), 2Bobule
- 2010 – Kuky se vrací (Vodák, hlas)
- 2011 – 4teens, Borgia (Gianbattista Orsini)
- 2012 – Ententýky (Arnošt Smutný), Probudím se včera (profesor Maznička)
- 2013 – Špačkovi v síti času (klaun)
- 2014 – Pojedeme k moři (taxikář), Vinaři (Jan Fuksa), Tři bratři (lékař)
- 2015 – Život je život (Josef Kalina), Celebrity s.r.o. (číšník)
- 2016 – Jak básníci čekají na zázrak (Hanousek), Dvojníci (policista), Bezva ženská na krku (starosta), Lída Baarová (generální ředitel Ludwig Klitzsch), Na vodě, Atentát
- 2017 – Miluji tě modře (ředitel Národní galerie), Zahradnictví: Dezertér a Zahradnictví: Nápadník (František Stárek), Po strništi bos (Košťál), Labyrint (profesor Vrbata), Mazalové (kouzelné zrcadlo Leopold)
- 2018 – Toman (Jindřich Veselý)
- 2019 – Na střeše (učitel Nouza), Vodník (Kryštof Třebovický), Velké dobrodružství Čtyřlístku (vypravěč)
- 2020 – Případ mrtvého nebožtíka (náčelník kriminálky Drátek), 3Bobule (Kozderka)
- 2021 – Zločiny Velké Prahy (vrchní komisař), Hlava Medúzy (Vilém Sosna), Hvězdy nad hlavou

## Práce pro rozhlas
- 2011 – Eduard Bass: Dramatizace povídky Světlo v tmách. Role: Zločinec Vodvářka, režie Dimitrij Dudík.
- 2013 – Adelbert von Chamisso: Podivuhodný příběh Petra Schlemihla, povídka byla zpracována v roce 2013 v Českém rozhlasu jako šestidílná četba na pokračování. Četl Miroslav Táborský. Překlad: Jiří Konůpek, režie Lída Engelová. [3]

## Ocenění
- 1997 – Cena Světa a divadla (předchůdkyně Ceny Alfréda Radoka) za postavu Jindřicha ve hře Konec masopustu (Divadlo v Dlouhé)
- 1998 – Goyova cena (španělská filmová cena – obdoba Českého lva, v kategorii herec – objev roku) za roli českého tlumočníka Václava Passera ve filmu Dívka tvých snů
- 2004 – Cena Elsa za postavu Lukaše v seriálu Místo nahoře[4]

## Audioknihy
- 2013 – Adelbert von Chamisso: Podivuhodný příběh Petra Schlemihla[3]
- 2015 – Rothschildova flaška (vydavatel Audiotéka)
- 2015 – Přiznání Alana Turinga (vydavatel Audiotéka)
- 2017 – Spalovač mrtvol (vydavatel Audiotéka)
- 2018 – Siddhárta (vydavatel Tympanum)